# Baltazar
Baltazar je moško osebno ime.

## Izvor imena
Ime Baltazar je različica imena Boltežar.

## Pogostost imena
Po podatkih Statističnega urada Republike Slovenije je bilo na dan 31. decembra 2007 v Sloveniji število moških oseb z imenom Baltazar: 16.

## Osebni praznik
V koledarju je ime Baltazar (Boltežar) zapisano 6. januarja, ko je praznik Svetih treh kraljev.